# Joseíto
José Iglesias Fernández, soprannominato Joseíto (Zamora, 23 dicembre 1926 – Granada, 12 luglio 2007), è stato un allenatore di calcio e calciatore spagnolo, di ruolo attaccante.

## Palmarès

### Competizioni nazionali
- Campionato spagnolo: 4

Real Madrid: 1953-1954, 1954-1955, 1956-1957, 1957-1958

### Competizioni internazionali
- Coppa Latina: 2

Real Madrid: 1955, 1957
- Coppa dei Campioni: 4

Real Madrid: 1955-1956, 1956-1957, 1957-1958, 1958-1959